# 스티븐 (잉글랜드)
블루아의 스티븐(Stephen of Blois, 1096년 - 1154년 10월 25일)은 정복왕 윌리엄 1세의 외손자이며 잉글랜드 노르만 왕조의 4번째 국왕이다. 외숙부이자 잉글랜드 왕인 헨리 1세가 살아있을 때 헨리 1세의 딸인 마틸다의 왕위 계승을 돕겠다고 서약을 했다. 그러나 1135년에 헨리 1세가 죽자 약속을 깨고 잉글랜드 군주의 자리를 찬탈했다. 마틸다 그리고 그녀의 아들 헨리 2세와 18년간 이어진 왕위쟁탈전은 1153년에 맺은 월링퍼드 조약으로 종결되었고 스티븐의 사후에는 마틸다의 아들인 헨리 2세가 왕위를 계승하였다. 훗날 영국의 역사가들은 스티븐이 집권한 약 19년 동안을 무정부시대(The Anarchy)로 분류하기도 한다.

## 어린 시절
스티븐은 프랑스의 귀족인 블루아 백작 에티엔 2세와 노르망디의 아델라(잉글랜드 국왕 윌리엄 1세의 딸) 사이에서 셋째로 태어났으며 부친의 이름을 딴 에티엔(Étienne)으로 불렸다. 형제들로는 쉴리 백작 기욤, 블루아 백작 티보 4세(샹파뉴 백작으로는 티보 2세), 윈체스터 주교 블루아의 헨리 등이 있다.
부친이 제1차 십자군 전쟁 중 세상을 떠나자 외숙부 헨리 1세에 의해 양육되었다. 1106년에 잉글랜드로 건너간 에티엔은 1115년에 모르탱 백작으로 봉해졌고 불로뉴 백작 외스타슈 3세의 딸 마틸드와 결혼하였다. 마틸드는 잉글랜드 왕비시절 남편의 사촌인 잉글랜드 왕위를 주장한 마틸다와 전쟁을 벌이는 동안 계속해서 남편을 도와주었다.

## 내전 이전
헨리 1세는 생전에 그의 유일한 혈육이었던 마틸다를 주요 귀족들이 지켜보는 가운데서 자신의 왕위를 계승할 것이라고 밝히고 그들에게 지지할 것을 서약시켰다.
그럼에도 불구하고 마틸다의 승계는 불투명하기만 하였다. 우선 그녀는 귀족들에게 인기가 형편없었는데, 이는 여왕의 선례가 없다는 것뿐만이 아니라 그의 남편이었던 앙주 백작 제프리를 당시 잉글랜드의 귀족층이었던 노르만인들이 적대하고 있었기 때문이었다. 스테판과 그의 형인 티보 4세 드 블루아 백작, 헨리 1세의 사생아인 마틸다의 이복남매, 글로스터 백작 로버트 등이 왕위를 탐내고 있었던 것 또한 그녀의 왕위계승을 불투명하게 만들었다
헨리는 마틸다에 대한 지지를 강제하며 스티븐에게 그러한 맹세를 앞장서서 이행할 책임을 서약하도록 하였다. 그러나 1135년 헨리 1세가 죽자, 스티븐은 윈체스터 주교였던 그의 형인 헨리의 도움을 받아 왕이 죽기 직전에 침상에서 후계자를 자신으로 바꾸었다고 주장하며 왕위를 찬탈하였다. 당시 대다수의 귀족들은 서약은 하였지만 마틸다를 싫어하였으므로 그는 열렬한 지지를 받으며 즉위하였다.
왕위를 차지한 스티븐은 교황 인노첸시오 2세를 비롯한 고위 성직자, 귀족들의 지지를 바탕으로 하여 레드버스의 볼드윈이 스코들랜드의 왕 데이비드 1세의 지원을 얻어 웨일스에서 일으킨 반란을 진압하고 정국을 안정시켰다.

## 내전
하지만 1138년 마틸다의 이복동생이며 당시 세력을 떨치면 대귀족인 글로스터 백작 로버트가 "헨리 1세의 정통 계승자는 마틸다이다"라고 주장하며 반란을 일으켰다, 이로써 헨리1세의 계승자를 둘러싼 내전이 시작되었다. 내전이후 스티븐은 왕좌에는 앉았으나 실질적인 통치는 전혀 하지 못하였다. 때문에 마틸다가 잉글랜드의 레이디로 선출되었던 날인 1141년 4월까지를 스티븐의 통치기로 보며 앵글로색슨 연대기에서는 스티븐의 통치기를 19년간의 겨울 혹은 그리스도와 성인들이 잠드셨던 기간 등으로 기록하고 있다.
내전 초기, 스티븐은 잇단 전투에서 승리하여 기세를 올리나 1139년 솔즈베리 주교 로저, 로저의 사촌동생이자 링컨의 주교인 알렉산더, 일리의 주교 나이젤등 3인을 마틸다를 지지한 혐의로 체포하고 교황의 서신에도 불구하고 그들을 풀어주지 않았는데 이로 인하여 그는 성직 제후들의 지지를 잃게 되었고 이후 1141년 2월에 링컨에서 벌어진 격전에서 윌리엄 카헤이즈라는 기사에게 생포되어 브리스톨에 유폐되었다.
이후 1141년 4월 마틸다는 윈체스터에서 열린 성직자 회의에서 잉글랜드의 레이디(Lady of England)로 선출되었으며 왕위를 회복할 기회를 잡게 되었다.
그러나 6월 대관식을 위해 런던으로 온 그녀는 국민들앞에서의 거만한 행동과 귀족들에게 거금을 요구한 것 등으로 시민들과 귀족들의 분노를 가져왔고, 신변의 위협마저 느끼자 옥스퍼드로 도망쳤다. 이때 스티븐의 아내 마틸다는 추격대를 구성하여 뒤를 쫓았는데 마틸다의 가장 중요한 가신이었던 글로스터 백작 로버트를 생포하는 데 성공한다.
로버트와 스티븐을 교환하는 협정으로 유폐에서 풀려난 스티븐은 다시금 세력을 규합하여 1141년 9월 윈체스터에서 벌어진 회전에서 대승을 거두었다. 이후 1142년 본거지였던 옥스퍼드에서 포위된 마틸다는 그해 12월 몇 명의 가신들만을 거느린 채 노르망디로 도주하였다.
1147년 마틸다의 아들이자 훗날 헨리 2세로 등극하는 헨리는 어머니를 돕기로 결정하고 용병들로 부대를 구성하여 잉글랜드로 침공한다. 1차 침공은 준비부족으로 실패하였으나, 1153년 1월에 다시금 잉글랜드를 침략하였고 스티븐과 윌링포드 조약을 체결하였는데 이는 헨리에게 차기 왕위계승자의 권리를 준다는 내용이었다.

## 내전 이후
마틸다를 몰아낸 뒤 스티븐은 그의 왕좌를 죽을 때까지 지켰다. 그는 자신의 후계를 장남 외스타슈에게 물려줄 생각이었다. 그러나 외슈타슈가 1153년 8월에 세인트 에드먼드 수도원에서 사고로 죽자 실의에 빠져 당시 잉글랜드를 침공해왔던 헨리와 월링퍼드 조약을 맺었다. 헨리를 차기 왕위계승자로 내정하는 대신 헨리의 즉위 이후 스티븐의 둘째 아들 윌리엄에게 불로뉴 백작 직위를 주기로 조약을 체결하였다.
스티븐에게는 정실 소생 자녀가 없었으므로 결국 헨리의 조건을 수용하게 되었다. 이후, 스티븐은 켄트주의 도버에서 사망하였다.